# Chiesa di San Tommaso d'Aquino (Roma)
La chiesa di San Tommaso d'Aquino è una chiesa di Roma, nel quartiere Tor Tre Teste, in via Davide Campari,  V municipio.

## Storia
Essa fu costruita nel 1988 su progetto dell'ingegnere Ernesto Vichi.
La chiesa è sede parrocchiale, istituita dal cardinale vicario Ugo Poletti il 15 febbraio 1977 con il decreto Quotidianis curis.
La chiesa fu visitata da papa Giovanni Paolo II il 10 maggio 1981.

## Arte
Esternamente la chiesa si presenta come un basso edificio in cemento armato a vista, preceduto da un piccolo portico. A fianco dell'entrata, su un alto pilastro in cemento è posta la croce in ferro.
All'interno, la chiesa si presenta come una grande aula: il soffitto è a cassettoni, con travi di cemento e lucernai centrali. L'abside, rettangolare, accoglie il tabernacolo, la sede, l'ambone in travertino. Ai lati sono posti una statua raffigurante una Madonna col Bambino, e, dal lato opposto, un Crocifisso in bronzo, opera di Enzo Scatragli, donato al pontefice in occasione della sua visita alla parrocchia, ma che poi questi lasciò alla chiesa.